# Jurij Pimenov
Jurij Igorevitj Pimenov (på russisk: Юрий Игорьевич Пименов) (født 29. marts 1958 i Moskva, død 19. april 2019) var en russisk roer.

## Rokarriere
Jurij Pimenov stillede op i toer uden styrmand sammen med sin tvillingebror Nikolaj Pimenov, i begyndelsen for Sovjetunionen. Brødrenes første internationale succes kom ved VM i 1979, hvor de blev nummer to efter et andet tvillingepar, Jörg og Bernd Landvoigt fra DDR, og ved OL 1980 i hjembyen Moskva var de to både også favoritter. Begge vandt deres indledende heats samt deres semifinaler, og i finalen var de to også bedst, men endnu engang var det Landvoigt-brødrene der i sidste ende sikrede sig guldet foran Pimenov-brødrene, mens briterne Charles Wiggin og Malcolm Carmichael vandt bronze.
Ved VM 1981 havde Landvoigt-brødrene indstillet deres karriere, og Jurij og Nikolaj Pimenov blev derpå nye verdensmestre. I 1983 deltog de i firer uden styrmand ved VM og vandt her sølv. De var ikke med ved OL 1984 i Los Angeles, som Sovjetunionen boykottede, men de blev igen verdensmestre i toer uden styrmand i 1985 og 1986 og fik VM-bronze i 1987. Ved OL 1988 i Seoul blev Pimenov-brødrene nummer seks, hvorpå de vandt deres sidste internationale medalje ved VM i 1990, hvor de fik sølv.
Pimenov-brødrenes sidste store internationale stævne blev OL 1992 i Barcelona, hvor de efter Sovjetunionens opløsning stillede op for SNG og blev nummer 15.

## OL-medaljer
- 1980:  Sølv i toer uden styrmand